# Mapleview
Mapleview és una població dels Estats Units a l'estat de Minnesota. Segons el cens del 2000 tenia 189 habitants.

## Demografia
Segons el cens del 2000, Mapleview tenia 189 habitants, 88 habitatges, i 51 famílies. La densitat de població era de 384,1 habitants per km².
Dels 88 habitatges en un 22,7% hi vivien nens de menys de 18 anys, en un 40,9% hi vivien parelles casades, en un 8% dones solteres, i en un 42% no eren unitats familiars. En el 35,2% dels habitatges hi vivien persones soles l'11,4% de les quals corresponia a persones de 65 anys o més que vivien soles. El nombre mitjà de persones vivint en cada habitatge era de 2,15 i el nombre mitjà de persones que vivien en cada família era de 2,63.
Per edats la població es repartia de la següent manera: un 20,6% tenia menys de 18 anys, un 7,4% entre 18 i 24, un 30,2% entre 25 i 44, un 25,4% de 45 a 60 i un 16,4% 65 anys o més.
L'edat mediana era de 40 anys. Per cada 100 dones de 18 o més anys hi havia 114,3 homes.
La renda mediana per habitatge era de 30.909 $ i la renda mediana per família de 30.625 $. Els homes tenien una renda mediana de 29.000 $ mentre que les dones 20.833 $. La renda per capita de la població era de 16.884 $. Entorn del 4,5% de les famílies i el 12,8% de la població estaven per davall del llindar de pobresa.

## Poblacions més properes
El següent diagrama mostra les poblacions més properes.